# Malansac
Malansac (bretonisch Malañseg) ist eine französische Gemeinde mit 2.400 Einwohnern (Stand 1. Januar 2022) im Département Morbihan in der Region Bretagne.

## Geografie
Malansac liegt weniger als 20 Kilometer westlich der Kleinstadt Redon im Osten des Départements Morbihan. Nachbargemeinden sind Saint-Gravé im Norden, Peillac im Nordosten, Saint-Jacut-les-Pins im Osten, Caden und Limerzel im Süden, Questembert im Südwesten sowie Pluherlin und Rochefort-en-Terre im Westen.

## Geschichte
Über die Frühgeschichte der Gemeinde gibt es kaum Belege. Es gibt Überreste aus prähistorischer und gallo-römischer Zeit. Erste namentliche Erwähnung findet der Ort 847 in der Urkundensammlung von Redon. Die Gemeinde war im Mittelalter Teil verschiedener Lehensherrschaften. Zwischen dem 9. und 13. Jahrhundert wurden mehrere Klöster und Kirchen gebaut. Von ihnen sind nur wenige Reste geblieben. Historisch gehört die Gemeinde zum Pays de Redon (Bretonisch:Bro-Redon). Nach der Französischen Revolution war sie Kampfgebiet zwischen Republikanischen Truppen und den Chouans. Politisch wurde Malansac 1790 eine Gemeinde. Von 1793 an gehörte Malansac zum Kanton Roche des Trois  und zum Distrikt Rochefort. Ab 1801 war sie Teil des Arrondissements Vannes und als Gemeinde von 1801 bis 2015 des Kantons Rochefort-en-Terre (bis 1892 Kanton Rochefort).

## Bevölkerungsentwicklung
Die Einwohnerzahl blieb lange Zeit etwa auf dem gleichen Stand von rund 2000 Menschen (1793–1856). Dann folgte eine Wachstumsphase, die mit dem historischen Bevölkerungshöchststand 1886 endete. Zwischen 1886 und 1911 ging die Anzahl Bewohner leicht zurück. Wegen der Grippe und den Kriegsverlusten sank sie innerhalb eines Jahrzehnts leicht (1911–1921: −6,3 %). Zwischen 1921 und 1962 gab es immer einen leichten Bevölkerungsrückgang. Danach verblieb die Zahl der Einwohner jahrzehntelang stets bei rund 1900 Personen. Seit 1999 wächst die Einwohnerschaft wieder und erreicht mittlerweile wieder das Niveau von 1921. Die Entwicklung:
| Jahr      | 1962 | 1968 | 1975 | 1982 | 1990 | 1999 | 2006 | 2012 | 2019 |
| Einwohner | 1906 | 1899 | 1913 | 1896 | 1894 | 1889 | 1985 | 2145 | 2195 |

## Sehenswürdigkeiten
- Schloss La Grationnaye (15.–19. Jahrhundert), mit Schlosskapelle, Pavillon ouest aus dem Jahr 1637 und Taubenschlag
- Mairie (Gemeindeverwaltung), ursprünglich das Pfarrhaus der Kirchgemeinde (1630–1887 erbaut)
- Kirche La Nativité-de-Notre-Dame (aus dem 17. Jahrhundert; Glockenturm in heutiger Form aus dem Jahr 1858)
- Kapelle Saint-Jean-Baptiste in L'Hôpital aus dem 16. Jahrhundert
- Kapelle Chapelle Sainte-Renée in Carpehaie (15. Jahrhundert; restauriert und erneuert im 20. Jahrhundert)
- Site des Ardoisières, Landschaftsschutzgebiet, vom 16.–20. Jahrhundert ein Abbaugebiet für Steine
- Bahnhof mit Wartesaal aus dem Jahr 1862
- Themenpark Parc de préhistoire de Bretagne
- 14 ha großer Teich Étang du Moulin neuf
- Landschaftspark Parc de Bodélio, eine Waldreserve, entstanden im 15. Jahrhundert; mit Herrenhaus
- Herrenhaus von Le Vau d'Arz
- Herrenhaus von La Ville-Aubert mit Privatkapelle
- Herrenhaus von La Fuyer
- Herrenhaus von Saint-Fiacre mit Kapelle, im gleichnamigen Ort
- Calvaire auf dem Kirchplatz (von 1807)

Quelle:

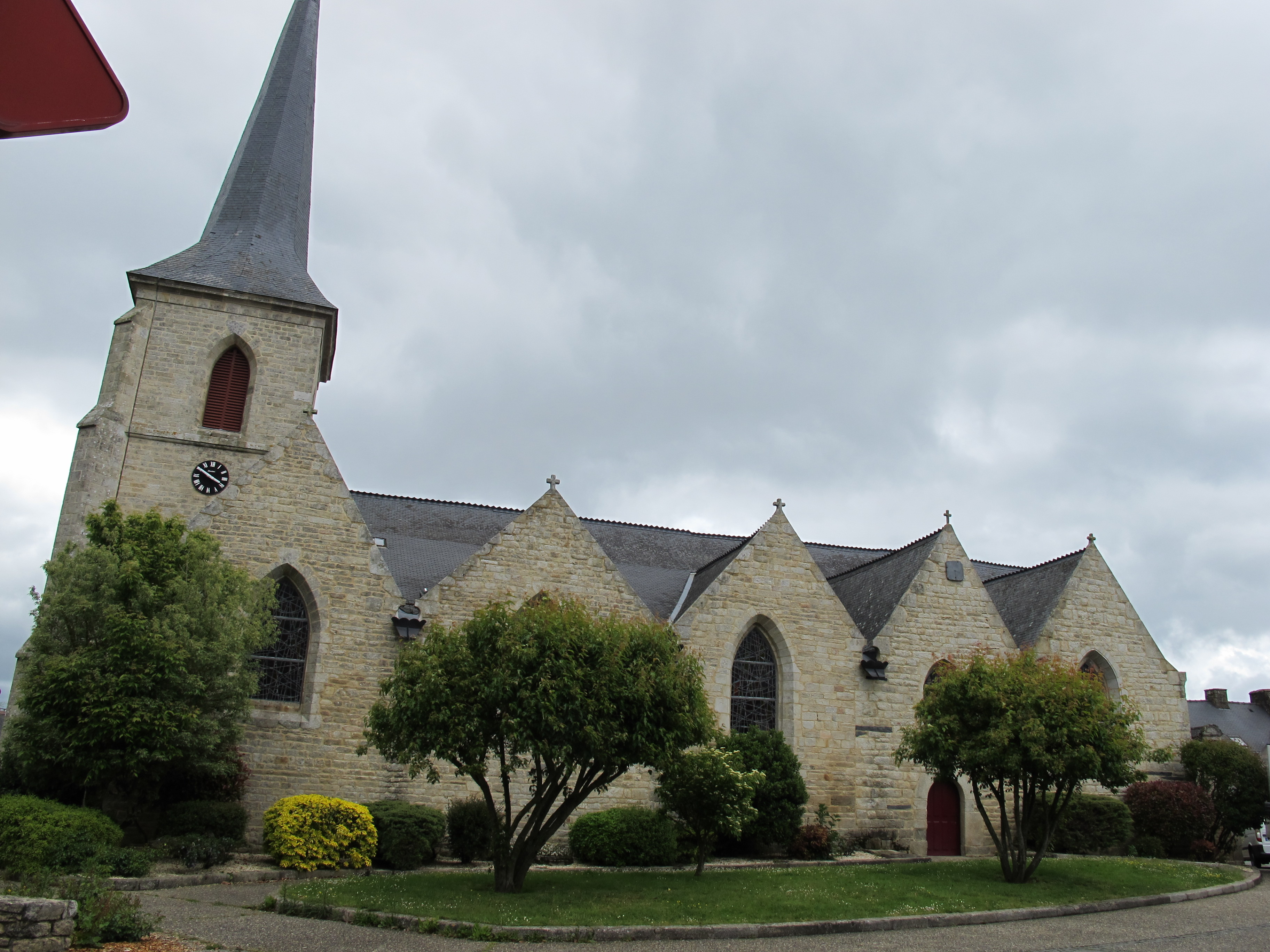
Kirche La Nativité-de-Notre-Dame
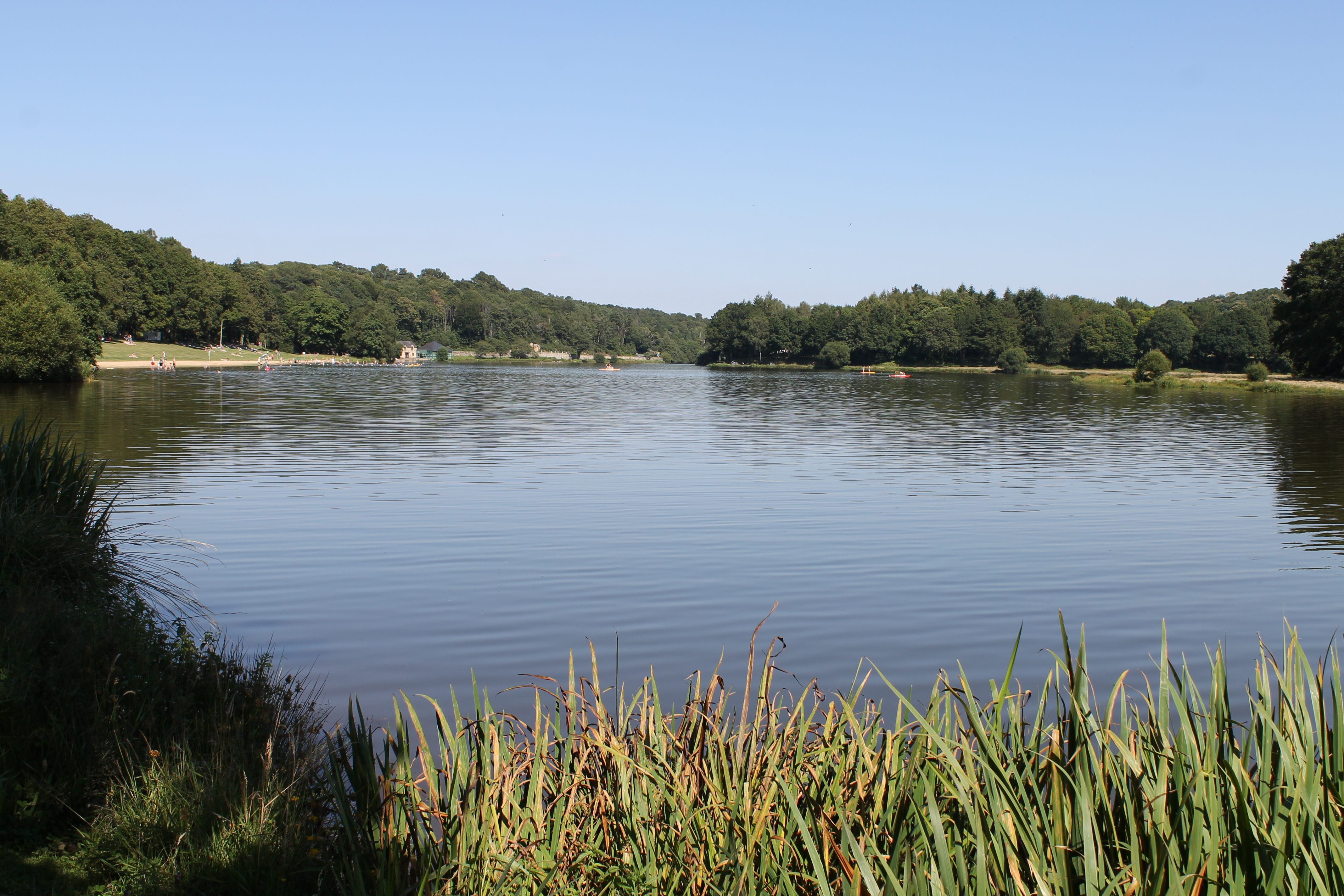
Teich Étang du Moulin neuf
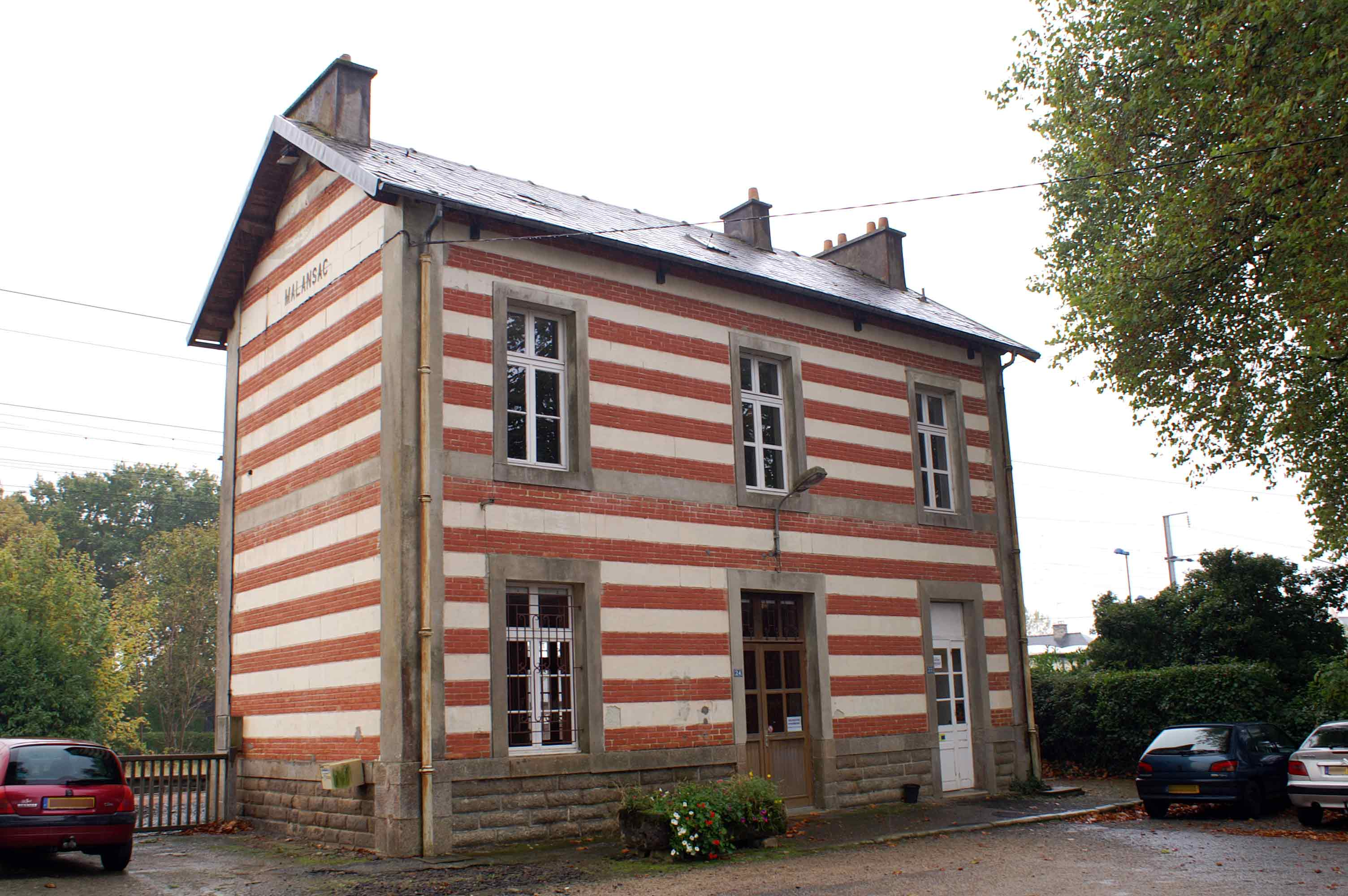
Bahnhof mit Wartesaal
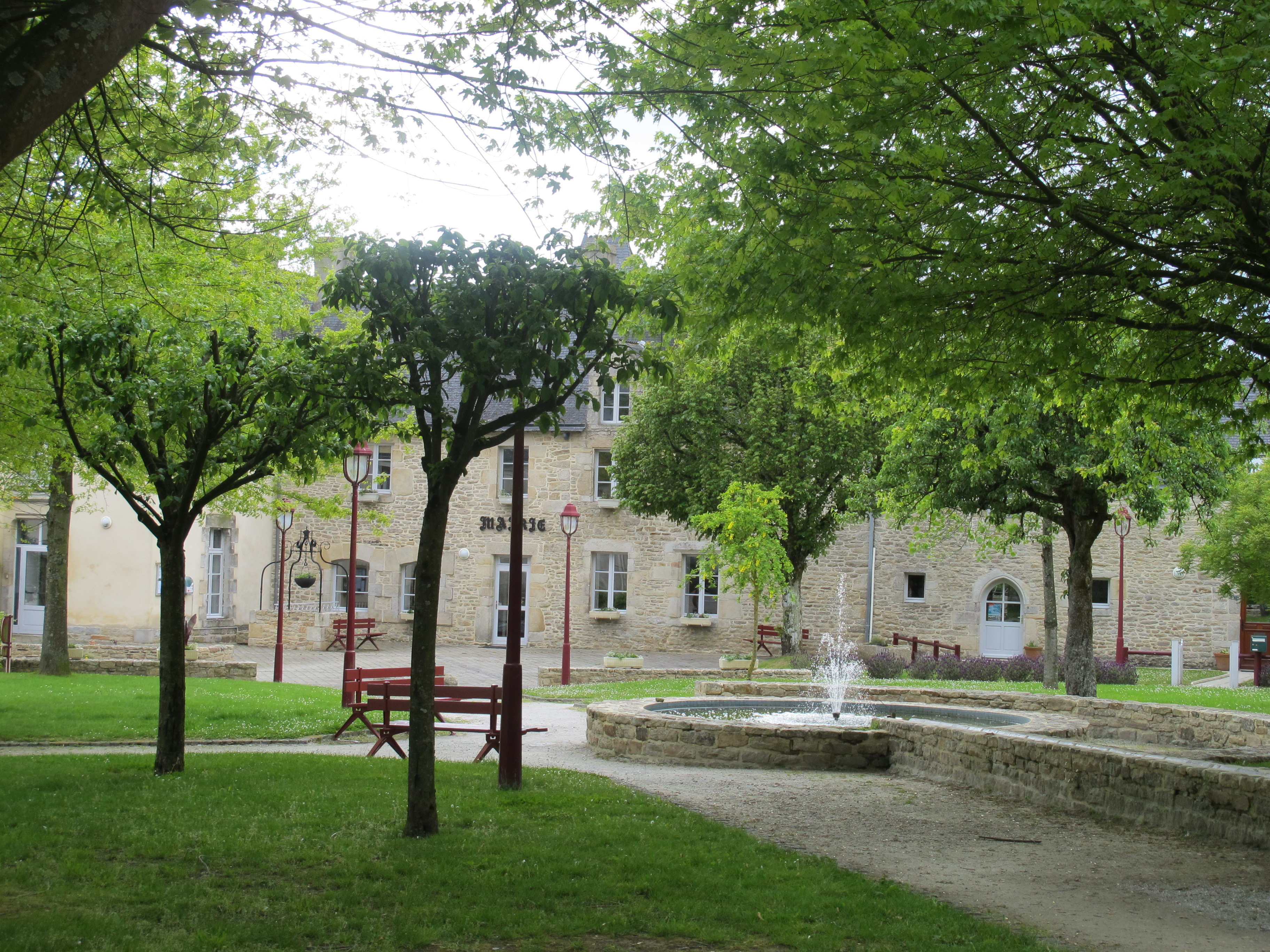
Mairie Malansac